# طرح‌واره (کانت)
طرح‌واره در فلسفه کانت یک قاعده است که بر اساس آن یک مقوله یا مفهومِ محضِ غیرتجربی به یک برداشت حسی مربوط می‌شود.